# Fernando Mamede
Fernando Eugenio Pacheco Mamede (* 1. November 1951 in Beja) ist ein ehemaliger portugiesischer Langstreckenläufer, der im 10.000-Meter-Lauf einen Weltrekord und zwei weitere Europarekorde aufstellte.

## Karriere
Mamede gewann seinen ersten portugiesischen Meistertitel 1969 mit der 4-mal-400-Meter-Staffel des Sporting Clube de Portugal. Im Juni 1971 stellte Mamede über 800 Meter den ersten seiner insgesamt 18 portugiesischen Rekorde auf olympischen Einzelstrecken auf. Im August 1971 verbesserte er seinen 800-Meter-Rekord im Vorlauf bei den Europameisterschaften in Helsinki auf 1:48,4 min, schied aber trotzdem aus. Bei den Olympischen Spielen 1972 in München trat er über 800 Meter, 1500 Meter und mit der 4-mal-400-Meter-Staffel an, schied aber jeweils in der ersten Runde aus. Bei den Europameisterschaften 1974 in Rom verbesserte Mamede im 800-Meter-Vorlauf ein weiteres Mal den portugiesischen Landesrekord und erreichte die zweite Runde. 1976 erreichte Mamede mit Landesrekord im Vorlauf das Halbfinale über 1500 Meter bei den Olympischen Spielen in Montreal.
Ab 1977 startete Mamede vorwiegend auf den längeren Strecken. So erreichte er bei den Europameisterschaften 1978 in Prag das Finale über 5000 Meter, kam dort aber nur auf den fünfzehnten Platz. 1981 gewann Mamede bei den Crosslauf-Weltmeisterschaften 1981 mit Bronze seine erste internationale Medaille, drei Jahre später gewann er mit der portugiesischen Mannschaft ebenfalls Bronze. Am 30. Mai 1981 stellte Mamede in Lissabon mit 27:27,7 min seinen ersten Europarekord auf. Am 9. Juli 1982 verbesserte Mamede diesen Rekord in Paris auf 27:22,95 min. Bei den Weltmeisterschaften 1983 in Helsinki gewann Mamede den ersten Vorlauf in 27:45,54 min. Das Finale zwei Tage später erwies sich als wesentlich langsamer, beim Spurtfinale konnte Mamede nicht mithalten und belegte am Ende den 14. Platz. Am 2. Juli 1984 verbesserte Mamede in Stockholm abermals seine 10.000-Meter-Zeit und unterbot in 27:13,81 min den Weltrekord von Henry Rono, wobei auch der Zweitplatzierte, Mamedes Landsmann Carlos Lopes, unter dem alten Weltrekord blieb. Bei den Olympischen Spielen 1984 in Los Angeles gewann Lopes den Marathonlauf und wurde erster portugiesischer Olympiasieger; Mamede qualifizierte sich über 10.000 Meter als erster seines Vorlaufs für das Finale, gab dort aber auf.
In den folgenden Jahren trat Mamede international nur noch bei Crossweltmeisterschaften in Erscheinung, bei seinem letzten Start 1989 in Stavanger kam er als 43. ins Ziel und belegte mit der portugiesischen Mannschaft den siebten Platz. Im August 1989 löste der Mexikaner Arturo Barrios Mamede als Weltrekordler über 10.000 Meter ab.

## Persönliche Bestzeiten
- 400 Meter: 48,2 s, 1971
- 800 Meter: 1:47,47 min, 2. September 1974 in Rom
- 1500 Meter: 3:37,98 min, 29. Juli 1976 in Montreal
- 5000 Meter: 13:08,54 min, 17. September 1983 in Tokio
- 10.000 Meter: 27:13,81 min, 2. Juli 1984 in Stockholm

## Portugiesische Meistertitel
(nur Einzelstrecken)
- 800 Meter: 1973
- 1500 Meter: 1976, 1979, 1983
- 10.000 Meter: 1977, 1979, 1980, 1981
- Cross: 1979, 1980, 1981, 1983, 1985, 1986